# Parco nazionale marino Fernando de Noronha
Il Parco nazionale marino Fernando de Noronha (in portoghese Parque Nacional Marinho de Fernando de Noronha) è un parco nazionale del Brasile che occupa la maggior parte dell'arcipelago omonimo.

## Caratteristiche
L'area fu dichiarata protetta nel gennaio 1988 dall'allora presidente José Sarney e si estende per una superficie di 10 928 ettari, distribuiti tra una zona terrestre e una marina, con una profondità d'acqua compresa tra 200 e 1000 metri, comprendente anche una barriera corallina. La parte terrestre include quasi tutta l'isola principale, fatta eccezione per l'abitato di Vila dos Remédios, i morros Meio e Pico, l'aeroporto e alcune altre aree abitate della costa nord-occidentale.
Prima della sua designazione come parco nazionale, l'arcipelago era stato inserito nel documento di strategia mondiale per la conservazione del 1980 come "area di alta priorità per la conservazione". Negli anni '80, l'allora Istituto brasiliano per lo sviluppo forestale realizzò diverse iniziative per la protezione delle tartarughe marine. Nel 1982 venne istituita una riserva biologica di 70 ettari nell'area dell'arcipelago. Nel 1985, il Dipartimento dei parchi nazionali – all'interno dello stesso istituto – iniziò a valutare la creazione di un parco nazionale per la tutela della fauna e della flora locali. Tuttavia, il parco fu effettivamente istituito solo nel 1988 con il decreto presidenziale n. 96.693, in seguito a pressioni dell'opinione pubblica e soprattutto dopo l'annessione dell'arcipelago allo stato federato di Pernambuco, che ridusse l'influenza del precedente governatore Fernando Mesquita, contrario alla creazione dell'area protetta.
Gli obiettivi del parco, secondo le linee guida nazionali per la conservazione, sono:
- proteggere rappresentanze di ogni ecosistema, garantendone l'evoluzione naturale;
- tutelare specie rare, minacciate o in via di estinzione, biotopi, biocenosi uniche, formazioni geologiche e geomorfologiche di valore e paesaggi di eccezionale bellezza;
- preservare il patrimonio genetico, contribuendo a ridurre i tassi di estinzione a livelli naturali;
- tutelare le risorse idriche ed energetiche, minimizzando erosione e sedimentazione, in particolare dove incidono attività legate all'uso dell'acqua e del suolo;
- proteggere la flora e la fauna, sia per il loro valore genetico che per quello economico, alimentare e ricreativo;
- salvaguardare paesaggi naturali e antropizzati di alto valore estetico per fini ricreativi e turistici;
- conservare valori culturali, storici e archeologici per la ricerca e il turismo;
- mantenere grandi aree in stato di protezione provvisoria, in attesa di studi che ne indichino un utilizzo migliore (protetto, agricolo, pastorale o altro);
- promuovere lo sviluppo sostenibile attraverso la conservazione delle aree ancora intatte;
- facilitare il monitoraggio ambientale;
- fornire strumenti per l'educazione ambientale, la ricerca, lo studio e la divulgazione delle risorse naturali;
- promuovere l'uso razionale delle risorse naturali attraverso zone a uso multiplo.

## Flora e fauna
Il parco è stato istituito per proteggere le specie endemiche dell'arcipelago e le aree di riproduzione degli uccelli marini. Tra le specie tutelate figurano:
• le tartarughe: caretta caretta, tartaruga verde, tartaruga embricata e tartaruga bastarda olivacea;
• lo squalo limone;
• gli uccelli: Elaenia ridleyana, fetonte beccorosso, fetonte codabianca, berta di Audubon e Vireo gracilirostris;
• gli echinodermi: Echinaster guyanensis e Eucidaris tribuloides;
• i crostacei: Johngarthia lagostoma e Percnon gibbesi;
• le specie coralline e gorgonacee: Millepora alcicornis e Phyllogorgia dilatata.

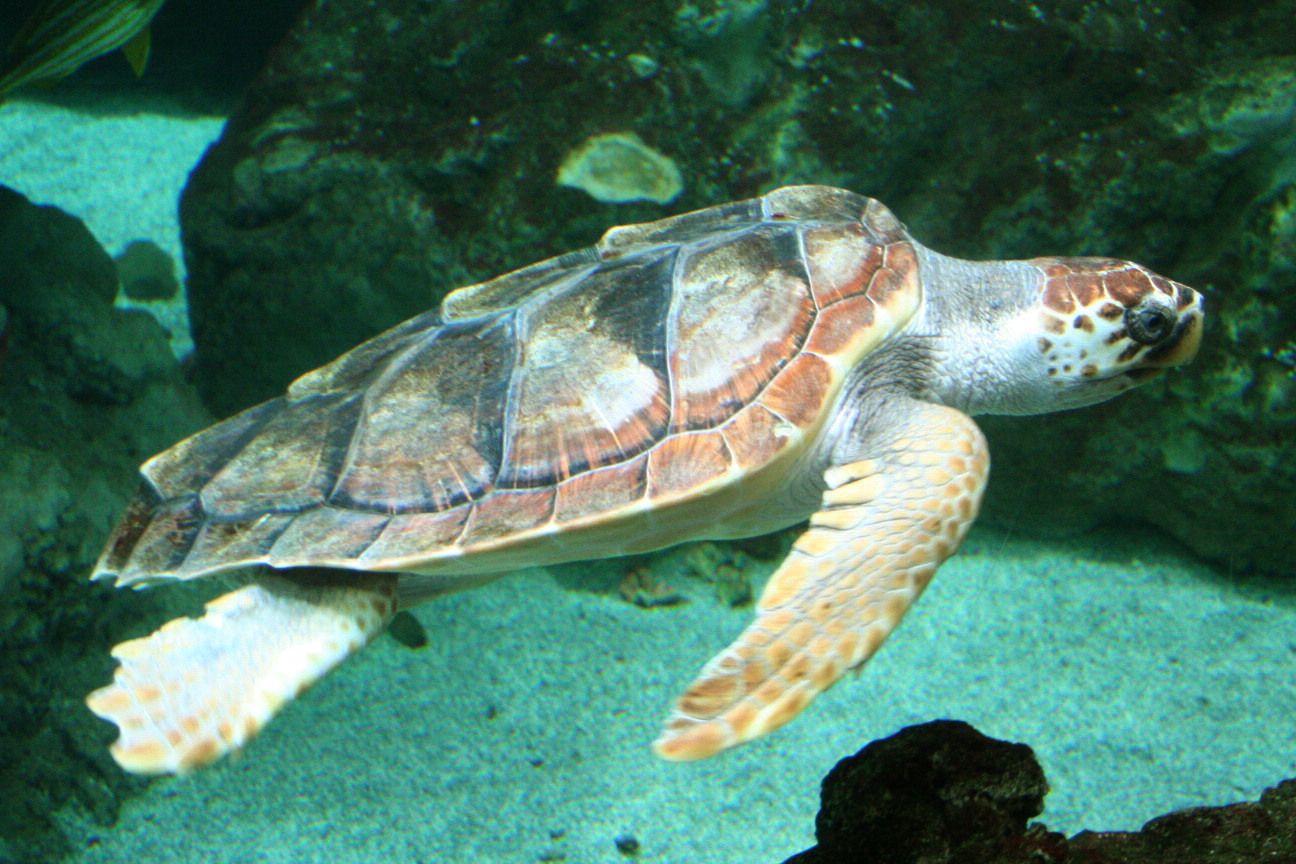
Caretta caretta
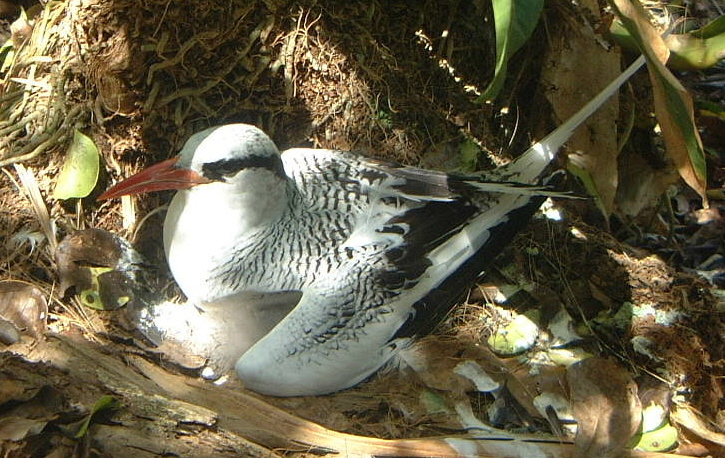
Phaethon aethereus (Fetonte beccorosso)
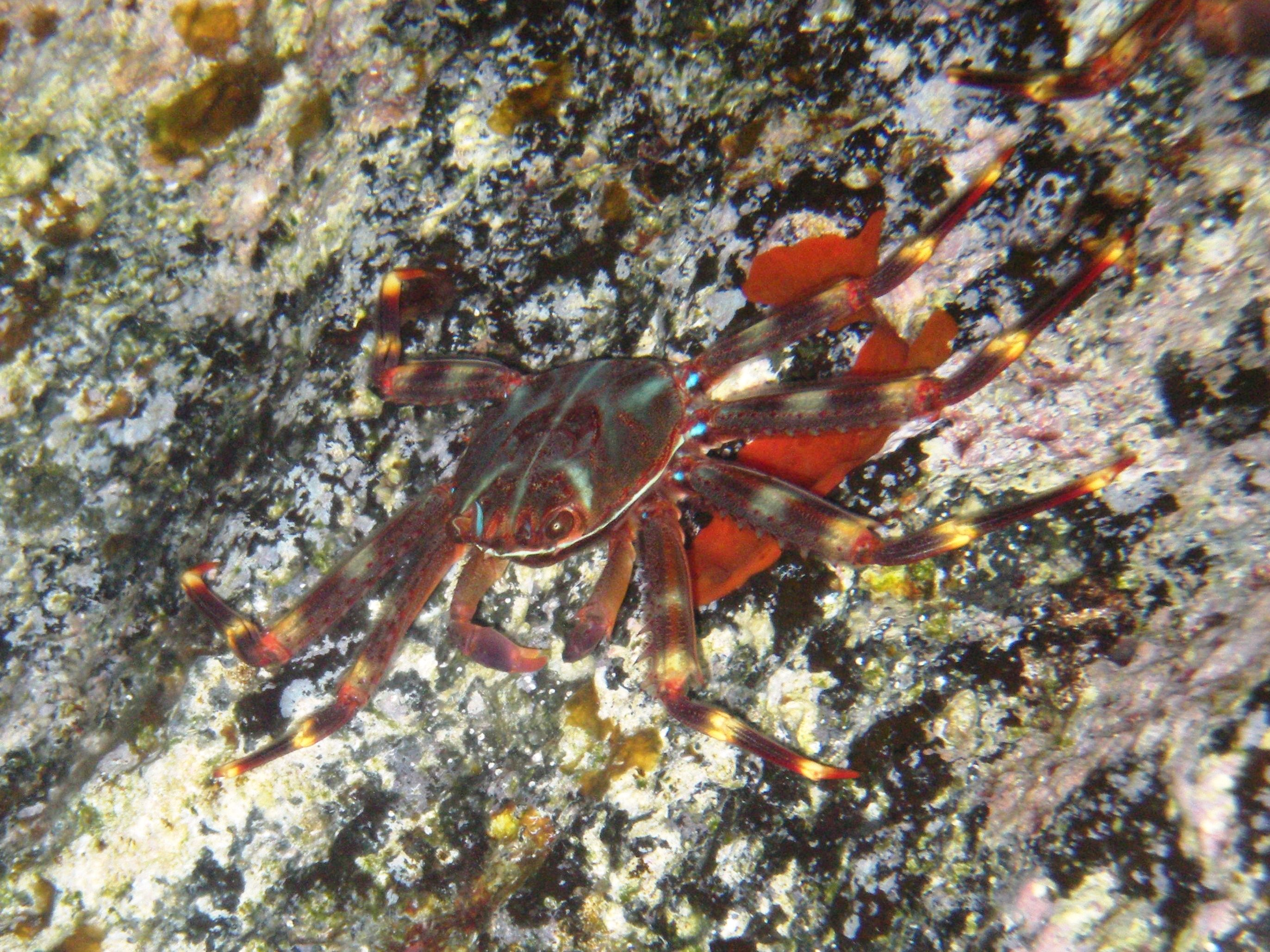
Percnon gibbesi
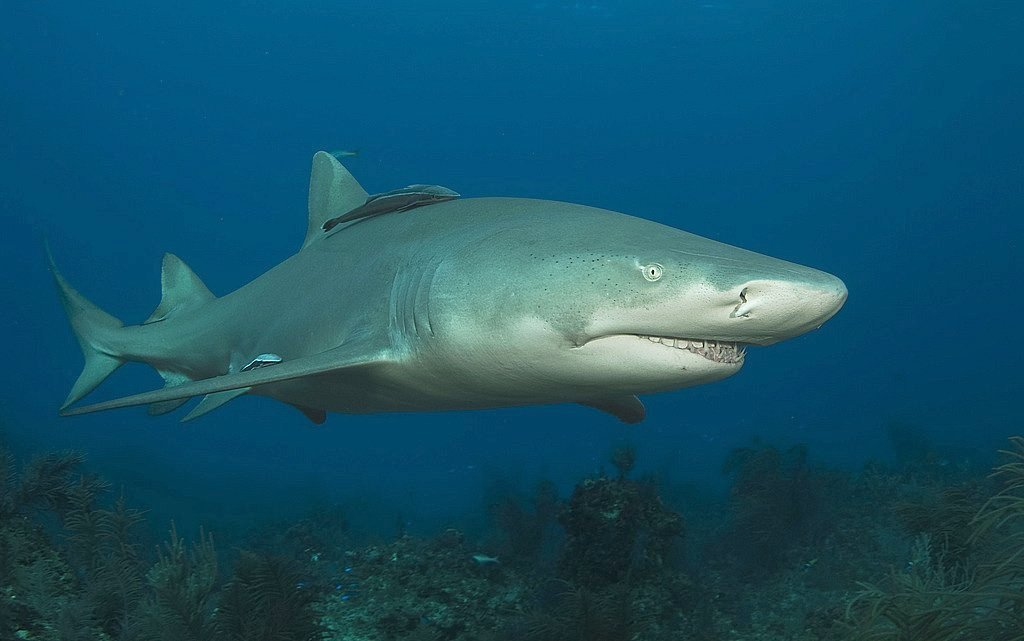
Negaprion brevirostris (Squalo limone)
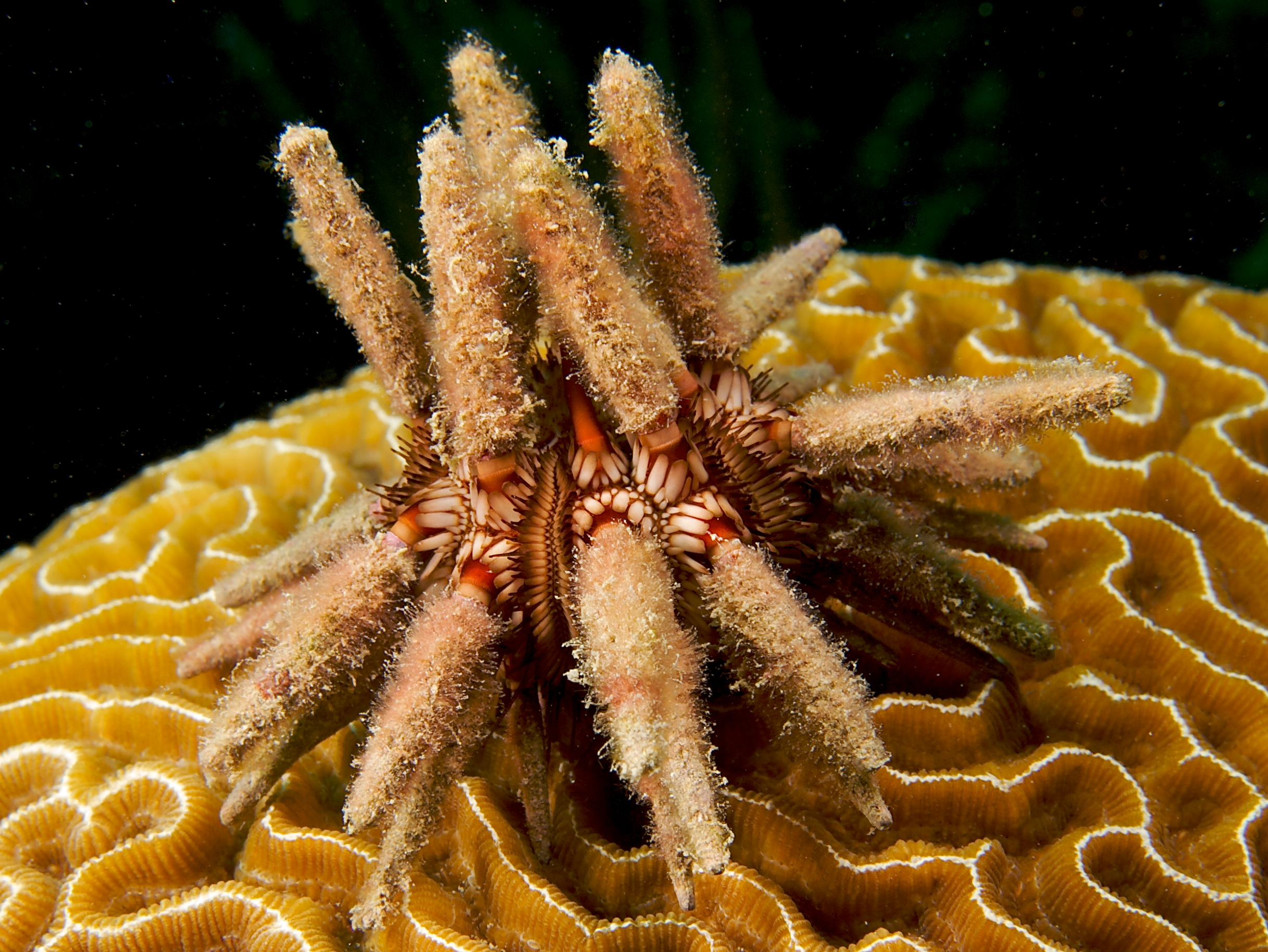
Eucidaris tribuloides